# Tatum (Nuevo México)
Tatum es un pueblo ubicado en el condado de Lea en el estado estadounidense de Nuevo México. En el Censo de 2010 tenía una población de 798 habitantes y una densidad de población de 193,54 personas por km².

## Geografía
Tatum se encuentra ubicado en las coordenadas 33°15′19″N 103°18′39″O / 33.25528, -103.31083. Según la Oficina del Censo de los Estados Unidos, Tatum tiene una superficie total de 4,12 km², de la cual 4,11 km² corresponden a tierra firme y (0,44%) 0,02 km² es agua.

## Demografía
Según el censo de 2010, había 798 personas residiendo en Tatum. La densidad de población era de 193,54 hab./km². De los 798 habitantes, Tatum estaba compuesto por el 80,2% blancos, el 1,38% eran afroamericanos, el 0,88% eran amerindios, el 0,88% eran asiáticos, el 0,13% eran isleños del Pacífico, el 15,41% eran de otras razas y el 1,13% pertenecían a dos o más razas. Del total de la población el 44,24% eran hispanos o latinos de cualquier raza.